# Ethem Özışık
Ethem Özışık (* 22. November 1977 in Deutschland) ist ein türkischer Drehbuchautor.

## Leben und Karriere
Özışık wurde am 22. November 1977 in 
Deutschland geboren. Er studierte an der Marmara-Universität im Bereich in Radio, Fernsehen und Kino. Seine Karriere als Drehbuchautor begann er 2013 mit der Fernsehserie Sana Bir Sır Vereceğim. Bekanntheit erlangte er durch die Serie Poyraz Karayel, für die er 2015 den Altın Kelebek für das beste Drehbuch erhielt. Außerdem schrieb er auch das Drehbuch für die Serien Söz, Yarım Kalan Aşklar, Maraşlı, Teşkilat und Bambaşka Biri.

## Filmografie
Filme
- 2013: Arkadaşım Max
- 2017: Poyraz Karayel: Küresel Sermaye

Serien
- 2012: Sudan Bıkmış Balıklar
- 2013–2014: Sana Bir Sır Vereceğim
- 2015–2017: Poyraz Karayel
- 2017–2019: Söz
- 2017: Yüz Yüze
- 2020: Yarım Kalan Aşklar
- 2021: Maraşlı
- 2021–2022: Teşkilat
- seit 2023: Bambaşka Biri